# Mercedes-Benz W201
La Mercedes-Benz W201 è un'autovettura di fascia media prodotta dalla casa automobilistica tedesca Mercedes-Benz dal 1982 al 1993 e commercializzata con il nome di Mercedes-Benz 190.

## Storia e profilo
La 190 è un modello importante nella storia della casa di Stoccarda, per tre aspetti in particolare: la linea, disegnata da Bruno Sacco (capo del Centro Stile Mercedes dal 1975) e che influenzerà tutta la produzione successiva della marca; l'innovativo schema delle sospensioni posteriori, chiamato multilink e destinato a divenire un riferimento per la tecnica automobilistica; infine l'ingresso di Mercedes-Benz in un segmento del mercato inferiore a quello abituale.

### Genesi del modello
Quest'ultimo fatto è certamente quello più importante dal punto di vista commerciale e strategico; una decisione in tal senso, da parte dei vertici Daimler-Benz, venne presa dopo aver constatato i grandi consensi commerciali ottenuti da modelli come la Audi 80 e la BMW Serie 3, vetture che andavano a porsi un gradino più in basso di quello occupato dalle Mercedes-Benz più economiche dell'epoca, ossia le W123 di base. Tali riflessioni si ebbero all'inizio degli anni settanta: risalgono infatti al 1973 le prime ipotesi di realizzare una vettura di tale fascia. All'epoca le Audi 80 erano in produzione da appena un anno e le BMW Serie 3 non erano ancora nate, sebbene al loro posto vi fossero già i modelli della Serie 02, che stavano comunque riscuotendo successi commerciali in vari Paesi europei.

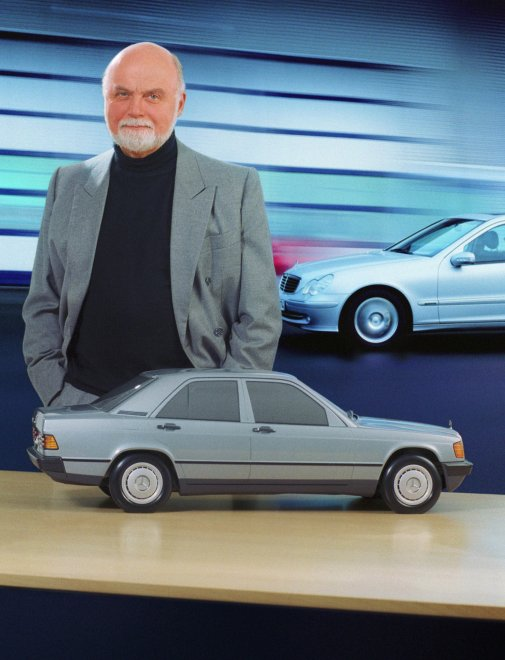
Il designer Bruno Sacco

L'idea di produrre una vettura di fascia medio-alta venne però rimandata dai vertici Daimler-Benz alla seconda metà del decennio, precisamente al 1976. Fu questo il periodo in cui il progetto W201 venne avviato. Ingenti furono le somme stanziate dalla Daimler-Benz per la realizzazione del nuovo modello, fatto che testimonia quanto la Casa tedesca tenesse ad avere un modello del genere nella sua gamma. Nei due anni successivi il team di designer guidato dall'italiano Bruno Sacco arrivò a definire le linee fondamentali del modello.

### Presentazione e caratteristiche
La vettura definitiva venne presentata l'8 dicembre 1982, tra lo stupore di stampa e pubblico, che poté toccare con mano e vedere con i propri occhi come una vettura di classe media potesse vantare eleganza e contenuti esclusivi e d'avanguardia esattamente alla pari di modelli di fascia superiore.
La 190 segnava un punto di rottura dal punto di vista stilistico: pur ispirandosi alla grande Classe S della serie W126 (presentata tre anni prima, nel 1979), se ne distaccava nettamente per l'uso di linee assai più tese, con tagli netti e superfici piegate a spigolo, talora molto evidenti. Si notava inoltre la riduzione ai minimi termini delle cromature lungo il corpo vettura, limitate alla sola tradizionale calandra. Altri aspetti innovativi del design, però, si innestavano nel solco già tracciato dalla serie W126: la cura aerodinamica era ulteriormente evoluta, giungendo a un coefficiente di penetrazione aerodinamica (il cosiddetto Cx) di 0,32 contro il già notevole valore di 0,36 della W126; sempre dall'ammiraglia, la 190 riprendeva i paraurti in materiale plastico, la linea degli specchi retrovisori e delle maniglie delle porte, tutti semplificati e ammodernati nelle forme.
L'impostazione meccanica generale era quella tipica di tutte le Mercedes e prevedeva: motore anteriore longitudinale, trazione posteriore, avantreno MacPherson, sterzo a circolazione di sfere, freni a disco su tutte le ruote e cambio manuale a quattro rapporti (come accessori a pagamento erano disponibili il cambio meccanico a cinque rapporti o quello automatico a quattro).

La nuova vettura presentava inoltre contenuti di alto livello tecnologico per l'epoca, a partire dalla scocca, che faceva uso di acciai altoresistenziali nelle zone soggette a maggiori sollecitazioni e di lamiere galvanizzate per la realizzazione della carrozzeria, per evitare corrosioni e ruggine. L'elemento di maggiore novità, però, era costituito dall'inedito retrotreno a ruote indipendenti con bracci oscillanti ancorati alla scocca con cinque braccetti. Questo schema, definito multilink, garantiva una migliore stabilità del veicolo rispetto ai sistemi tradizionali, consentendo anche tarature di molle e ammortizzatori meno rigide e dunque più confortevoli.

Molto curata, come da tradizione, la sicurezza, con ampie porzioni di scocca a deformazione differenziata, abitacolo rinforzato e possibilità di ottenere, come accessorio a pagamento, il sistema ABS.
L'abitacolo era la parte che risultava meno innovativa e che meno riscosse consensi. Abitabilità e bagagliaio, sebbene paragonabili a quelli delle concorrenti più dirette, erano inferiori rispetto ad altre vetture delle stesse dimensioni; inoltre le linee della plancia erano moderne, coerenti con lo stile esterno della vettura, ma l'aspetto e gli allestimenti apparivano semplificati rispetto al livello tradizionale della marca.

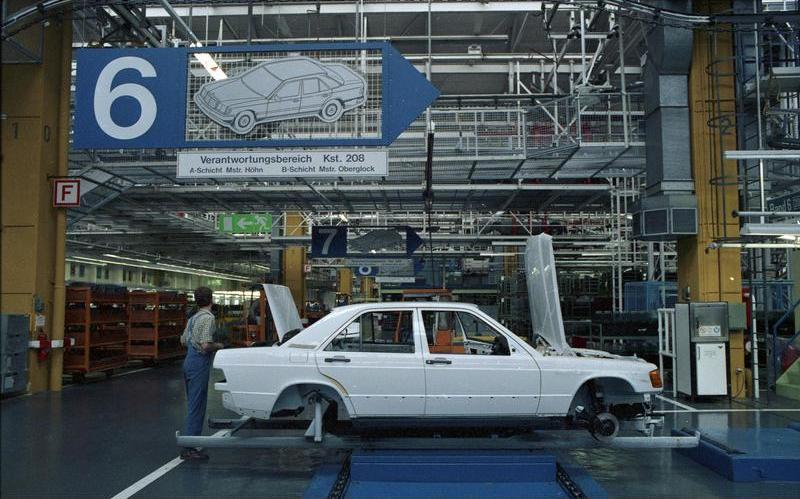
Scorcio della linea di assemblaggio della 190 a Stoccarda-Untertürkheim

Inizialmente, la produzione della 190 viene avviata a Sindelfingen, nello storico stabilimento della Daimler-Benz. Qui vengono assemblate le carrozzerie ed i pianali, mentre a Untertürkheim vengono prodotti motori, cambi, sospensioni e meccanica in generale. Ma dal 1983 la produzione delle carrozzerie viene estesa allo stabilimento di Brema, che alleggerirà il massiccio lavoro della fabbrica di Sindelfingen.
La gamma originaria prevedeva solo due motori monoalbero a benzina da 2 litri. Tali versioni, di 1998 cm³, erano disponibili con alimentazione a carburatore (190) o ad iniezione (190 E), con potenze, rispettivamente, di 90 e 122 CV.

### Evoluzione della 190
Il buon successo ottenuto dal modello, nonostante il prezzo elevato e la quinta marcia, richiesta praticamente da tutti gli acquirenti, disponibile solo come optional a pagamento, indusse la Mercedes ad ampliare la gamma, che diventò assai variegata. Al Salone di Francoforte del 1983 vennero presentate la 190 D, mossa da un motore 2 litri Diesel aspirato a precamera da 72 CV, e la 190 E 2.3-16, versione che diverrà la progenitrice di una piccola serie di modelli stradali ad alte prestazioni derivati dalla 190 e che incontreranno alcuni successi nelle competizioni sportive. Tali exploit sportivi, benché non siano stati numerosi, comporteranno poi ottimi risultati commerciali. La BMW, rivale della Mercedes-Benz, raccoglierà la sfida e a metà degli anni ottanta darà inizio alla serie della M3.

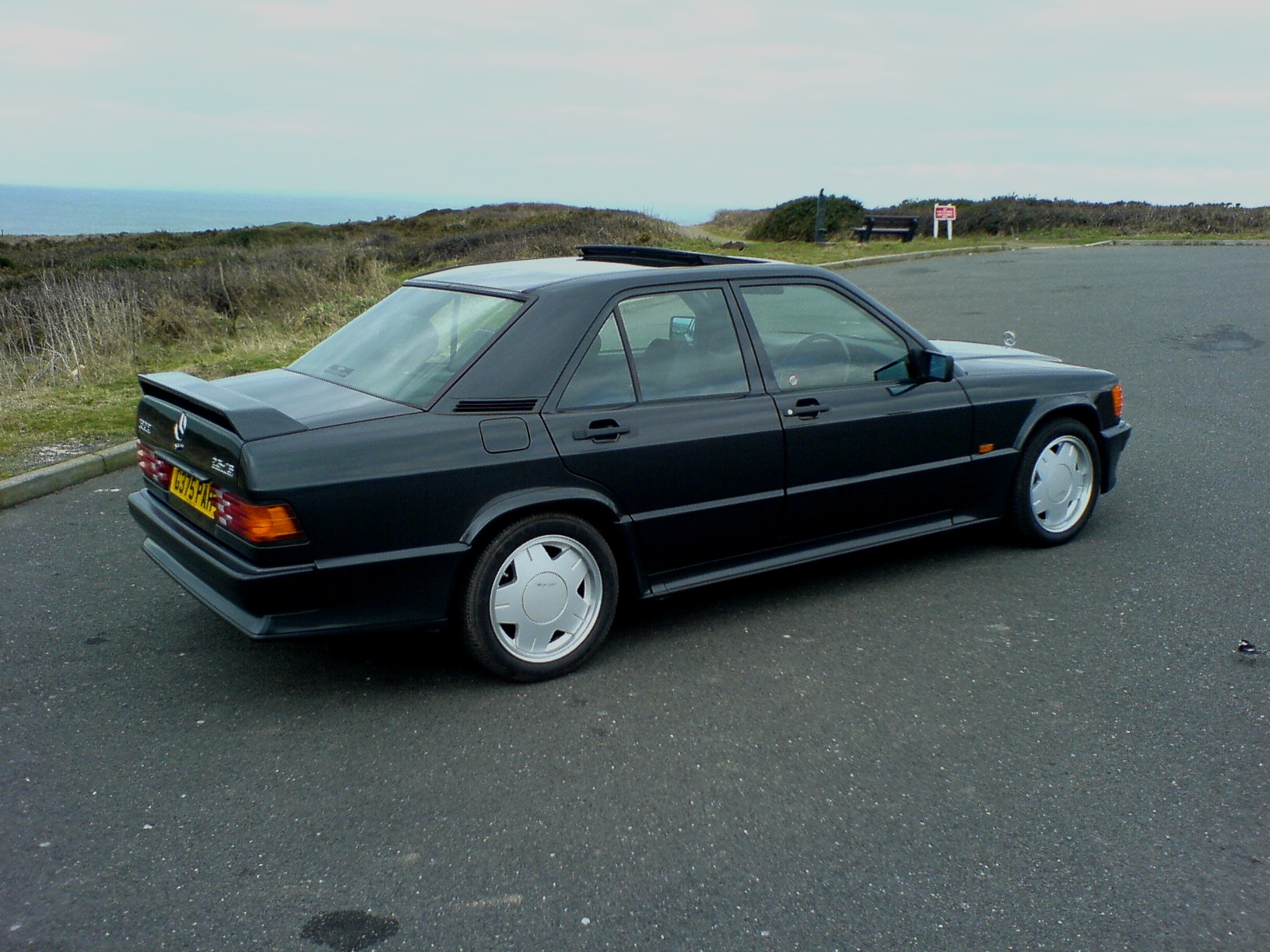
Le 190 E 2.3-16 e 2.5-16 avevano una caratterizzazione sportiva molto marcata

Tornando al modello 2.3-16, esso montava una variante sportiva del motore da 2,3 litri M102, dotato (come si evince alla denominazione) di una testata a 4 valvole per cilindro ed in grado di erogare fino a 185 CV di potenza massima, spingendo la vettura a 230 km/h di velocità massima. Oltre a ciò, la 190 E 2.3-16 aveva una pesante caratterizzazione sportiva sia interna (configurazione a quattro posti con sedili sportivi molto avvolgenti) che esterna (paraurti in tinta con ampi spoiler, bandelle laterali, cerchi in lega con pneumatici maggiorati, alettone posteriore, passaruota allargati). Tale versione, però, fu solo presentata alla fine del 1983, mentre la produzione vera e propria partì solo un anno dopo, nel 1984.

Sempre alla fine del 1983, la 190 sbarcò negli USA, dove viene proposta tra l'altro in una motorizzazione diesel che in Europa non arriverà mai, vale a dire con un'unità diesel aspirata da 2,2 litri, sempre da 72 CV.
Nel 1984 la 190 a carburatore beneficiò di un incremento di potenza, portandosi a 105 CV, mentre nel 1985 la gamma s'arricchì di una nuova versione diesel, la 190 D 2.5 spinta da un nuovo 5 cilindri in linea monoalbero di 2498 cm³, in versione aspirata da 90 CV. Tale modello offriva di serie il cambio manuale a 5 rapporti. Contemporaneamente la potenza della 190 D crebbe a 75 CV. Per il mercato statunitense venne proposta la 190 D 2.5 Turbo, dotata dello stesso motore, ma sovralimentato mediante turbocompressore ed in grado di erogare fino a 122 CV. Questa nuova versione offriva di serie anche l'ABS. In occasione di tutti questi aggiornamenti, la gamma subì alcune migliorie di dettaglio (cerchi da 15", servosterzo di serie su tutta la gamma, tergicristallo panoramico e lavavetro a getti riscaldati).
Nel 1986 la serie delle 190 si ampliò con l'arrivo delle versioni 2.3 E e 2.6 E: la prima era mossa dal quattro cilindri M102 a iniezione di 2299 cm³, ma questa volta in configurazione monoalbero ed in grado di erogare fino a 136 CV, mentre la seconda era mossa da un 6 cilindri in linea monoalbero (sempre a iniezione) di 2599 cm³ da 160 CV. Entrambe fornivano di serie cambio a 5 rapporti e ABS. Nello stesso anno, la 190 D 2.5 Turbo viene proposta anche per il mercato europeo.
Nel settembre del 1988 vi fu l'avvento della seconda serie: un leggero restyling interessò sia l'esterno (nuovi paraurti con colorazione in tinta, inediti fascioni laterali in plastica colorata come la carrozzeria, mascherina-radiatore modificata) che l'interno (diversa consolle centrale e nuovi rivestimenti).
La gamma dei motori rimase invariata, ma tutte le 190 ora offrivano cambio a 5 marce e ABS di serie. Le versioni a benzina oltre 2 litri adottavano di serie la marmitta catalitica. Sempre nel 1988, la 2.3-16 vide l'incremento della cilindrata da 2,3 a 2,5 litri (2498 cm³ per l'esattezza), divenendo 190 E 2.5-16. Questo nuovo modello erogava una potenza massima di 204 CV.
Nel 1989 al Salone di Ginevra debuttò anche la 190 E 2.5-16 Evolution, dotata di un nuovo motore da 2463 cm³, quindi differente da quello montato sulla 2.5-16. Anche la carrozzeria era modificata, con una grande ala posteriore e parafanghi allargati, che caratterizzavano fortemente questa versione sportiva della berlina Mercedes-Benz.
Nel 1990 la 190 2 litri a carburatore venne rimpiazzata dalla 190 E 1.8 (115 CV), con motore di cilindrata ridotta a 1798 cm³ e alimentazione a iniezione. Contemporaneamente tutte le 190 adottarono la marmitta catalitica di serie. Nello stesso anno venne proposta la 190 E 2.5-16 Evolution 2, aggiornamento della prima Evolution, che stavolta vide il motore da 2,5 bialbero portato a 235 CV di potenza massima.
La produzione terminò nel 1993, quando venne lanciata la prima generazione di Classe C.

### Le versioni speciali e l'attività sportiva

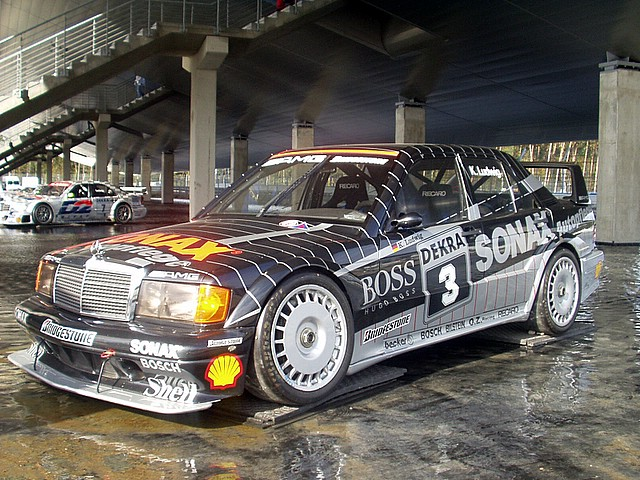
La 190 E 2.5-16 Evo II con cui Klaus Ludwig trionfò al DTM del 1992

Come già visto, la 190 venne prodotta in quattro versioni altamente performanti, volute dalla Casa tedesca per introdurre questo modello nei campionati Turismo. Le versioni stradali servivano per ottenere l'omologazione in tali campionati e quindi per poter iscrivere le vetture stesse. Le 190 impiegate in gara ottennero nella maggior parte dei casi solo dei buoni piazzamenti finali, ma verso la fine della carriera della 190 arrivarono anche significative affermazioni che fecero lievitare l'interesse del pubblico. Di seguito viene fornita una breve descrizione per ognuno di questi modelli.

#### 190 E 2.3-16
Questo modello è stato il primo ad essere introdotto dalla Casa della stella a tre punte. Fu presentato al grande pubblico al Salone di Francoforte del 1983, in autunno, ma già qualche mese prima, in estate, era stato presentato in anteprima alla stampa sul circuito di Nardò (LE), dove tre esemplari di pre-serie stabilirono significativi record di velocità, viaggiando ad una media di 247,939 km/h. Il maggior motivo di interesse della 190 E 2.3-16 è costituito dal motore, il cui monoblocco deriva dal 2 litri di normale produzione; con cilindri rialesati e testata rielaborata dalla britannica Cosworth, che includeva tra l'altro un doppio asse a camme e quattro valvole per cilindro, la potenza massima raggiungeva ben 185 CV a 6200 giri/min, valore notevole per un motore nato nel 1983. La velocità massima della vettura di serie, lanciata solo un anno dopo la presentazione a Francoforte, venne parzialmente ridimensionata, toccando i 230 km/h, con accelerazione da 0 a 100 km/h in soli 7,5 secondi. Nell'edizione del 1988 del DTM, la vettura colse un secondo posto con il pilota Roland Asch e l'anno successivo giunse quarta con Kurt Thiim. La 190 E 2.3-16 venne impiegata anche per l'inaugurazione del nuovo circuito del Nürburgring, avvenuta nel 1984. Qui diversi esemplari di questo modello si diedero battaglia in una corsa che vide trionfare un giovanissimo Ayrton Senna, da pochi mesi attivo in Formula 1.
Un modello della 190 E 2.3-16 venne iscritto dalla AMG alla prima edizione del WTCC del 1987. Pilotata dal tedesco Peter Oberdorfer e dall'austriaco Franz Klammer, durante la stagione ottengono come miglior piazzamento il 4º posto al Circuito di Donington Park.

#### 190 E 2.5-16
Questa versione rappresenta l'evoluzione del precedente modello, con iniezione meccanico-elettronica KE-Jetronic e sonda lambda. Qui il motore è stato portato da 2299 a 2498 cm³, con una potenza massima cresciuta rispettivamente a 194 CV (con catalizzatore) e 204 CV (senza catalizzatore) a 6750 giri/min. Per quest'ultima versione la velocità massima sale a 235 km/h e lo 0–100 km/h viene percorso in 7,5 s.

#### 190 E 2.5-16 Evo
Denominata Evo (o Evoluzione in Italia) ed introdotta nel 1988, questa vettura montava un nuovo motore da 2,5 litri, della cilindrata di 2463 cm³. La nuova unità da 2,5 litri era stata concepita per avere maggiori possibilità di elaborazioni sportive. La potenza massima della versione stradale rimaneva comunque invariata a 204 CV, mentre miglioravano leggermente le prestazioni. Nella versione non catalizzata, la velocità massima raggiungeva i 235 km/h. Esteticamente la Evo (come pure la successiva Evo II) si distingueva nettamente dal resto della produzione per le appendici aerodinamiche e i passaruota allargati, quasi mai visti su vetture del genere; spiccava su tutto il grosso alettone posteriore. Per ottenere l'omologazione nel Gruppo A sono necessari almeno 500 esemplari: questo modello venne quindi prodotto in 502 esemplari. Il DTM del 1990 terminò con la Evo del pilota Kurt Thiim piazzata al terzo posto e quella di Klaus Ludwig al quinto.

#### 190 E 2.5-16 Evo II
Questo modello, anch'esso prodotto in 502 esemplari, venne introdotto nel 1989 e rappresenta di fatto un'evoluzione della precedente Evo nata l'anno prima. Il motore da 2,5 litri aspirato venne sottoposto ad ulteriori rivisitazioni così da raggiungere la potenza massima di 235 CV a 7200 giri/min nella versione stradale. La velocità massima raggiunta era stavolta di 250 km/h, che alla fine degli anni ottanta erano un valore di spicco per una vettura di tale fascia di mercato. Migliorate anche le doti di accelerazione: lo scatto da 0 a 100 km/h veniva stavolta coperto in 7,1 secondi. Questa vettura venne impiegata al DTM del 1991, dove Klaus Ludwig conquistò il secondo posto. Il successo completo arrivò l'anno successivo, quando le Evo II dei piloti Ludwig, Thiim e Schneider si classificarono rispettivamente al primo, secondo e terzo posto del DTM. In più, al quinto posto giunse Rosberg, sempre su Evo II. Nel 1993, Roland Asch giunse secondo, ma oramai l'epoca delle 190 da competizione era alla fine.

## Versioni e caratteristiche
Di seguito è fornita una tabella contenente le caratteristiche dei diversi modelli appartenenti della gamma 190. È importante notare che sono  rappresentate esclusivamente le versioni non catalizzate, poiché quelle catalizzate presentano prestazioni motoristiche inferiori del 3-5%.
Nel corso del tempo di produzione, alcune versioni hanno ricevuto aggiornamenti che, in diversi casi, hanno comportato un incremento della massa e un deterioramento delle prestazioni e/o consumi. Per ciascuno di questi modelli, sono riportati i valori minimi e massimi delle caratteristiche che hanno registrato delle variazioni nel corso degli anni.
| Modello              | Codice telaio | Motore (codice)     | Cilindrata (cm³) | Alimentazione                                        | Potenza massima CV/rpm | Coppia massima N·m/rpm | Cambio               | Massa a vuoto (kg) | Velocità massima (km/h) | Accelerazione 0–100 km/h | Consumo (l/100 km) | Periodo di produzione | Esemplari prodotti |
| Versioni a benzina   |               |                     |                  |                                                      |                        |                        |                      |                    |                         |                          |                    |                       |                    |
| 190 E 1.8            | 201.018       | M102E18 (102.910)   | 1797             | Iniezione meccanico-elettronica                      | 109/5500               | 150/3700               | 4                    | 1.160              | 180                     | 12"3                     | 9                  | 03/90-08/93           | 173.354            |
| 190                  | 201.022       | M102V20 (102.921)   | 1997             | Carburatore                                          | 90/5000                | 165/2500               | 4                    | 1.080              | 175                     | 13"2                     | 8.5                | 10/82-09/84           | 35.021             |
| 190                  | 201.023       | M102V20 (102.924)   | 1997             | Carburatore                                          | 105/5200               | 170/2500               | 4                    | 1.080-1.130        | 185                     | 12"4                     | 8.4                | 10/84-01/91           | 83.540             |
| 190 E 190 E 2.0      | 201.024       | M102E20 (102.962)   | 1997             | Iniezione meccanico-elettronica                      | 122/5100               | 178/3500               | 4                    | 1.100-1.180        | 200                     | 10"5                     | 8.4                | 10/82-08/93           | 638.180            |
| 190 E 2.3            | 201.024       | M102E23 (102.985)   | 2299             | Iniezione meccanico-elettronica                      | 136/5100               | 205/3500               | 5                    | 1.190-1.240        | 210                     | 10"3                     | 8.4-8.7            | 09/83-08/88           | 186.610            |
| 190 E 2.3-16         | 201.034       | M102E23/2 (102.983) | 2299             | Iniezione meccanico-elettronica                      | 185/6200               | 235/4500               | 5                    | 1.260              | 230                     | 7"5                      | 8.6                | 09/84-06/88           | 19.487             |
| 190 E 2.3-16         | 201.034       | M102E23/2 (102.983) | 2299             | Iniezione meccanico-elettronica                      | 177/5800               | 230/4750               | 5                    | 1.260              | 225                     | 8"2                      | 9                  | 09/84-06/88           | 19.487             |
| 190 E 2.5-16         | 201.035       | M102E25/2 (102.990) | 2498             | Iniezione meccanico-elettronica                      | 204/6750               | 240/ 5000-5500         | 5                    | 1.300              | 235                     | 7"5                      | 9.2                | 07/88-06/93           | 5.743              |
| 190 E 2.5-16 Evo     | 201.036       | M102E25/2 (102.991) | 2463             | Iniezione meccanico-elettronica                      | 204/6750               | 240/ 5000-5500         | 5                    | 1.320              | 235                     | 7"5                      | 9.9                | 03/89-05/89           | 502                |
| 190 E 2.5-16 Evo II  | 201.036       | M102E25/2 (102.992) | 2463             | Iniezione meccanico-elettronica                      | 235/7200               | 245/ 5000-6000         | 5                    | 1.340              | 250                     | 7"1                      | 9.9                | 05/90-07/90           | 502                |
| 190 E 2.6            | 201.029       | M103E26 (103.942)   | 2599             | Iniezione meccanico-elettronica                      | 166/5800               | 228/4600               | 5                    | 1.220-1.290        | 215                     | 8"2                      | 9.3                | 04/86-08/88           | 104.907            |
| Versioni a gasolio   |               |                     |                  |                                                      |                        |                        |                      |                    |                         |                          |                    |                       |                    |
| 190 D                | 201.122       | OM601D20 (601.911)  | 1997             | Iniezione indiretta con precamera                    | 72/4600                | 130/2800               | 4 o automatico (4)   | 1.110-1.180        | 160                     | 18"1                     | 6.6                | 11/83-08/93           | 452.806            |
| 190 D 2.2 (solo USA) | 201.122       | OM601D22 (601.921)  | 2197             | Iniezione indiretta con precamera                    | 88/4600                | 170/2800               | 5                    | 1.200-1.235        | 160                     | 17"4                     | -                  | 11/83-08/85           | 10.560             |
| 190 D 2.5            | 201.126       | OM602D25 (602.911)  | 2497             | Iniezione indiretta con precamera                    | 94/4600                | 158/2600-3100          | 5                    | 1.175-1.250        | 174                     | 13"8                     | 5.5                | 06/85-08/93           | 147.502            |
| 190 D 2.5 Turbo      | 201.128       | OM602D25A (602.961) | 2497             | Iniezione indiretta con precamera e turbocompressore | 126/4600               | 231/2400               | M/5 o automatico (4) | 1.250-1.300        | 195                     | 10"3                     | 6                  | 02/86-08/93           | 20.915             |

## Versioni prodotte per serie

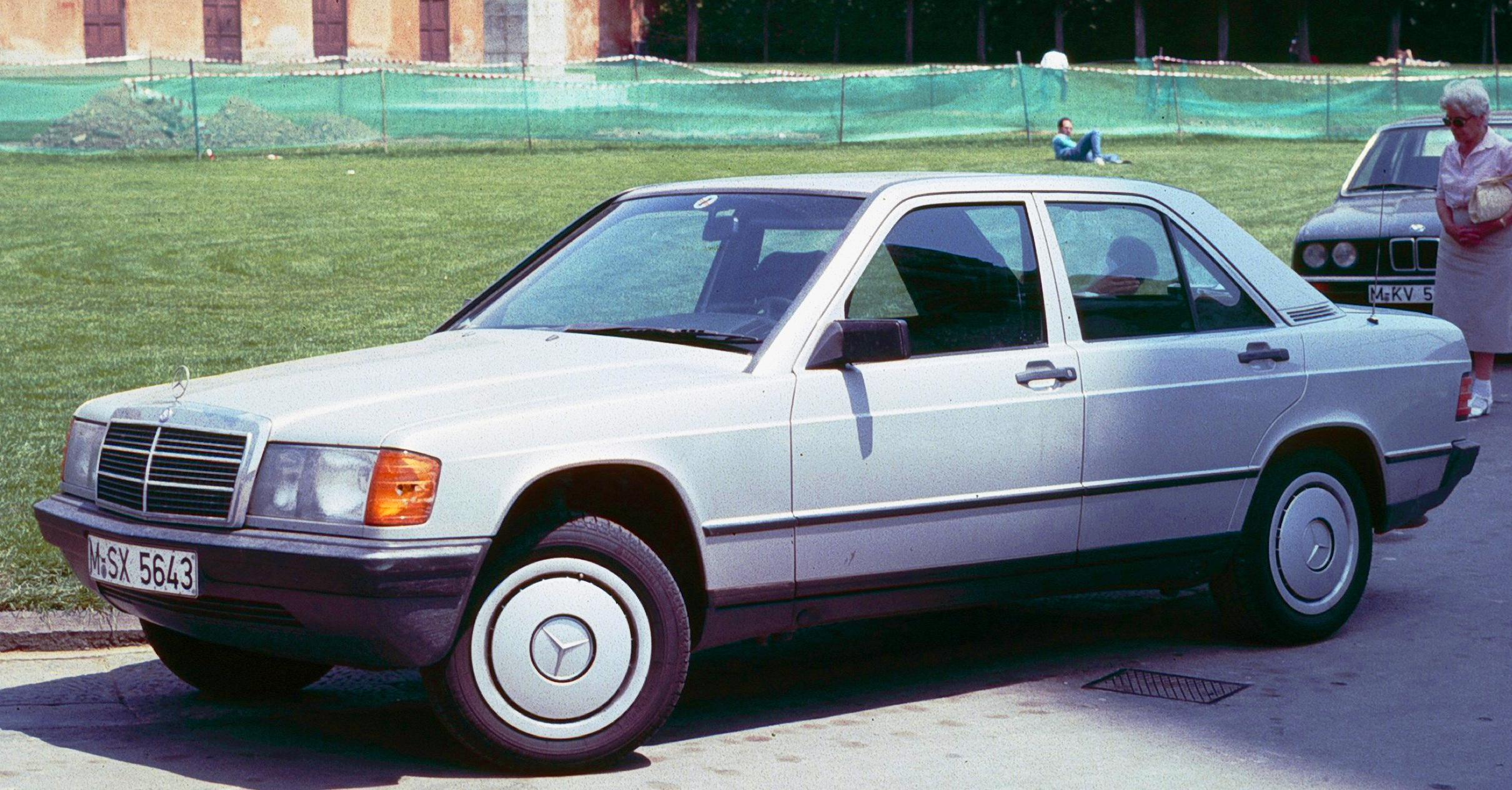
Una Mercedes-Benz W201 prima serie

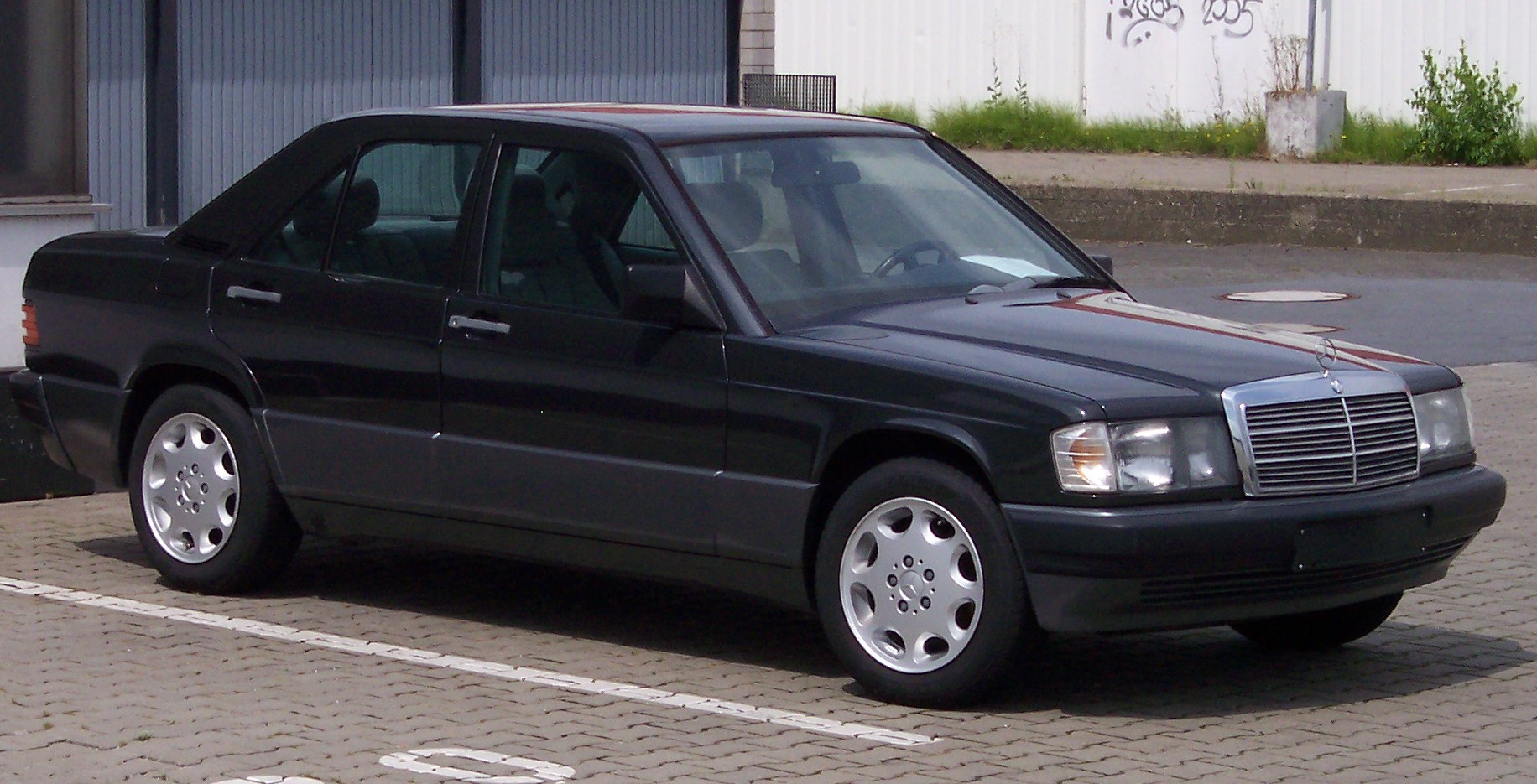
Una Mercedes-Benz W201 seconda serie

- Prima serie (1982-88)
  - 190
  - 190 E
  - 190 E 2.3
  - 190 E 2.3-16
  - 190 E 2.6
  - 190 D
  - 190 D 2.5
  - 190 D 2.5 Turbo

- Seconda serie (1988-93)
  - 190
  - 190 E 1.8
  - 190 E 2.0
  - 190 E 2.3
  - 190 E 2.5-16
  - 190 E 2.5-16 Evolution
  - 190 E 2.5-16 Evolution II
  - 190 E 2.6
  - 190 D
  - 190 D 2.5
  - 190 D 2.5 Turbo